# Giám đốc tài chính
"Giám đốc tài chính" (tiếng Anh: chief financial officer, viết tắt là CFO) là một vị trí trong doanh nghiệp. Công việc của giám đốc tài chính là quản lý tài chính như nghiên cứu, phân tích và xử lý các mối quan hệ tài chính trong doanh nghiệp; xây dựng các kế hoạch tài chính; khai thác và sử dụng có hiệu quả các nguồn vốn, cảnh báo các nguy cơ đối với doanh nghiệp thông qua phân tích tài chính và đưa ra những dự báo đáng tin cậy trong tương lai. Vai trò của giám đốc tài chính hoàn toàn khác với kế toán.
Một số định nghĩa xem CFO là một nghề nghiệp. Tuy nhiên, nếu nói như vậy thì quá rộng so với từ này, vì giám đốc tài chính là một công việc liên quan đến tài chính, và chữ "Chief" trong cụm từ CFO đã nói lên rằng giám đốc tài chính không phải là một nghề nghiệp. "Chief" có nghĩa là Người đứng đầu, mà nghề nghiệp thì không có người đứng đầu. Ví dụ như nghề giáo viên, nghề kế toán, nghề mộc, nghề xây dựng, nghề quản lý...

## Sự khác biệt giữa giám đốc tài chính và kế toán trưởng
Rất nhiều nhiệm vụ của giám đốc tài chính mà kế toán trưởng không thể thực hiện được. Ở các nước phát triển, giám đốc tài chính là vị trí không thể thiếu trong các doanh nghiệp. Hiện nay, còn ít doanh nghiệp Việt Nam có chức danh giám đốc tài chính theo đúng nghĩa khoa học của vị trí này, và nhiều doanh nghiệp còn nhầm lẫn nghiêm trọng giữa chức vụ giám đốc tài chính với kế toán trưởng . Tình trạng thiếu giám đốc tài chính trong các doanh nghiệp đã dẫn đến những hậu quả nghiêm trọng. Trước hết là thiếu một cán bộ quản lý chuyên nghiệp nhằm thường xuyên đánh giá tình hình tài chính của doanh nghiệp. Vì vậy, có không ít trường hợp, tổng giám đốc, hội đồng quản trị hoàn toàn không nắm được thực trạng tài chính của doanh nghiệp, khi phát hiện ra những dấu hiệu xấu như nợ khó đòi tăng lên quá mức cho phép, nợ phải trả cộng dồn quá cao, hiệu quả kinh doanh thấp... thì trở tay không kịp.

## Nhiệm vụ của giám đốc tài chính
Những CFO cần có những kiến thức cơ bản: CFO ít nhất phải nắm được đầy đủ hoạt động của Bộ máy Kế toán, sau đó là phân nhiệm việc theo dõi thông tin cho Bộ máy Tài chính. Những thông tin mà Bộ máy Tài chính có được là từ "Hệ thống thông tin Kế toán", sau đó chuyển các Thông tin Kế toán thành "Hệ thống thông tin Tài chính". Hệ thống "Thông tin Tài chính" sẽ là cơ sở để một Giám đốc Tài chính ra quyết định.
Ngoài ra, CFO còn phải nắm vững khoa học Phân tích và khoa học Quản trị. Tức là phải tiếp cận đến các môn học như đánh giá, định lượng, thống kê,... Từ những kến thức đó, kết hợp với các tác nghiệp nhằm đưa ra những kết quả cuối cùng là Báo cáo tình hình tài chính, hoạch định chiến lược tài chính và điều hành thực hiện chiến lược tài chính.
Quan điểm của Viện Kế toán - Quản trị Doanh nghiệp về sự khác nhau giữa Kế toán trưởng và CFO.
- Kế toán trưởng quản lý tác nghiệp trong khi CFO quản lý nguồn lực tài chính. Nhiệm vụ của Kế toán trưởng được quy định rõ trong Luật Kế toán. Kế toán trưởng điều hành Bộ máy Kế toán, thực hiện các quy trình tác nghiệp kế toán nhằm đảm bảo việc bảo vệ tài sản của doanh nghiệp đồng thời tuân thủ các quy định của Pháp luật liên quan đến công tác kế toán và thống kê.
- Trong khi đó, Giám đốc Tài chính thoát khỏi việc điều hành tác nghiệp để tiến tới một mức độ cao hơn, đó là vận dụng các công cụ tài chính nhằm thực hiện tối đa hóa hiệu quả sử dụng vốn trong doanh nghiệp. Ví dụ, Kế toán trưởng quản lý Bộ máy kế toán hướng đến việc tiết kiệm tối đa chi phí thông qua quy trình, kiểm soát chặt chẽ chi phí, tránh thất thoát. Còn CFO thì tiết kiệm chi phí thông qua xác định chi phí đó có hiệu quả hay không, cho nên, trong quyết định của CFO, một số loại chi phí cần cắt giảm, một số loại khác thì cần nâng lên. Vì theo CFO, những khoản chi phí nào tăng 2 lần mà làm doanh thu tăng 3 lần thì không nên tiết kiệm làm gì. Nhưng để có thể quyết định điều đó, CFO cần có công cụ để phân tích và tính toán. Những công cụ đó là gì ? đó là các Chỉ số Tài chính là do Kế toán cung cấp, các phương pháp phân tích như định lượng, toán tài chính, ma trận tối ưu chi phí, ma trận tối ưu doanh thu, xác suất các sự kiện chi phí hay doanh thu, chiến lược tài chính, kiểm soát tài chính, phân tích và hợp nhất báo cáo tài chính!